# Sovetrespublikara Esperantista Unio
 (juin 2021).
 (juin 2021).
La mise en forme du texte ne suit pas les recommandations de Wikipédia : il faut le « wikifier ».
Les points d'amélioration suivants sont les cas les plus fréquents. Le détail des points à revoir est peut-être précisé sur la page de discussion.
- Les titres sont pré-formatés par le logiciel. Ils ne sont ni en capitales, ni en gras.
- Le texte ne doit pas être écrit en capitales (les noms de famille non plus), ni en gras, ni en italique, ni en « petit »…
- Le gras n'est utilisé que pour surligner le titre de l'article dans l'introduction, une seule fois.
- L'italique est rarement utilisé : mots en langue étrangère, titres d'œuvres, noms de bateaux, etc.
- Les citations ne sont pas en italique mais en corps de texte normal. Elles sont entourées par des guillemets français : « et ».
- Les listes à puces sont à éviter, des paragraphes rédigés étant largement préférés. Les tableaux sont à réserver à la présentation de données structurées (résultats, etc.).
- Les appels de note de bas de page (petits chiffres en exposant, introduits par l'outil «  Source ») sont à placer entre la fin de phrase et le point final[comme ça].
- Les liens internes (vers d'autres articles de Wikipédia) sont à choisir avec parcimonie. Créez des liens vers des articles approfondissant le sujet. Les termes génériques sans rapport avec le sujet sont à éviter, ainsi que les répétitions de liens vers un même terme.
- Les liens externes sont à placer uniquement dans une section « Liens externes », à la fin de l'article. Ces liens sont à choisir avec parcimonie suivant les règles définies. Si un lien sert de source à l'article, son insertion dans le texte est à faire par les notes de bas de page.
- La présentation des références doit suivre les conventions bibliographiques. Il est recommandé d'utiliser les modèles {{Ouvrage}}, {{Chapitre}}, {{Article}}, {{Lien web}} et/ou {{Bibliographie}}. Le mode d'édition visuel peut mettre en forme automatiquement les références.
- Insérer une infobox (cadre d'informations à droite) n'est pas obligatoire pour parachever la mise en page.

Pour une aide détaillée, merci de consulter Aide:Wikification.
Si vous pensez que ces points ont été résolus, vous pouvez retirer ce bandeau et améliorer la mise en forme d'un autre article.

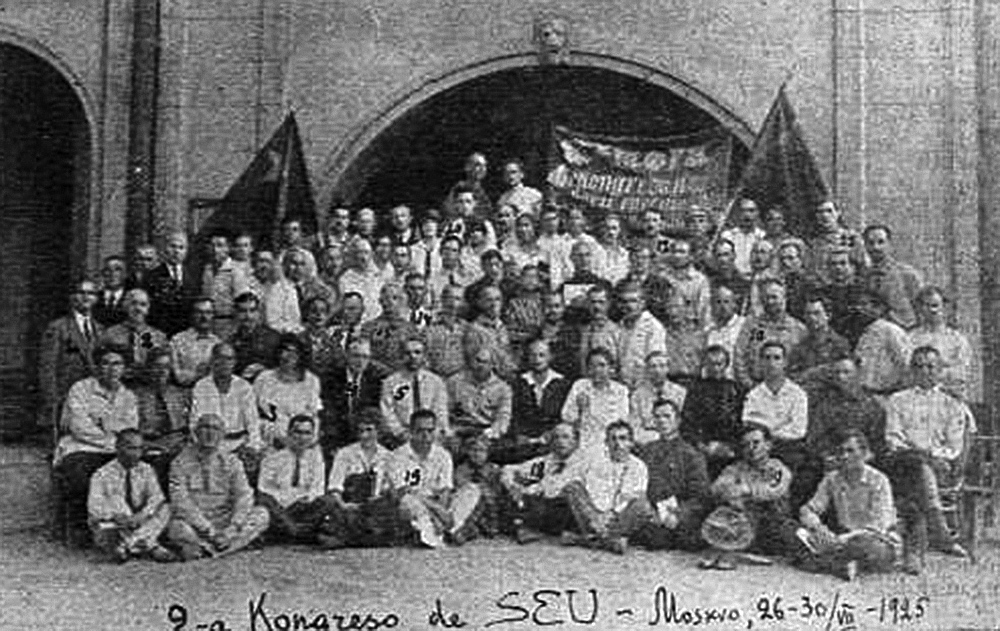
2e Congrès de l'UES, Moscou, juillet 1925

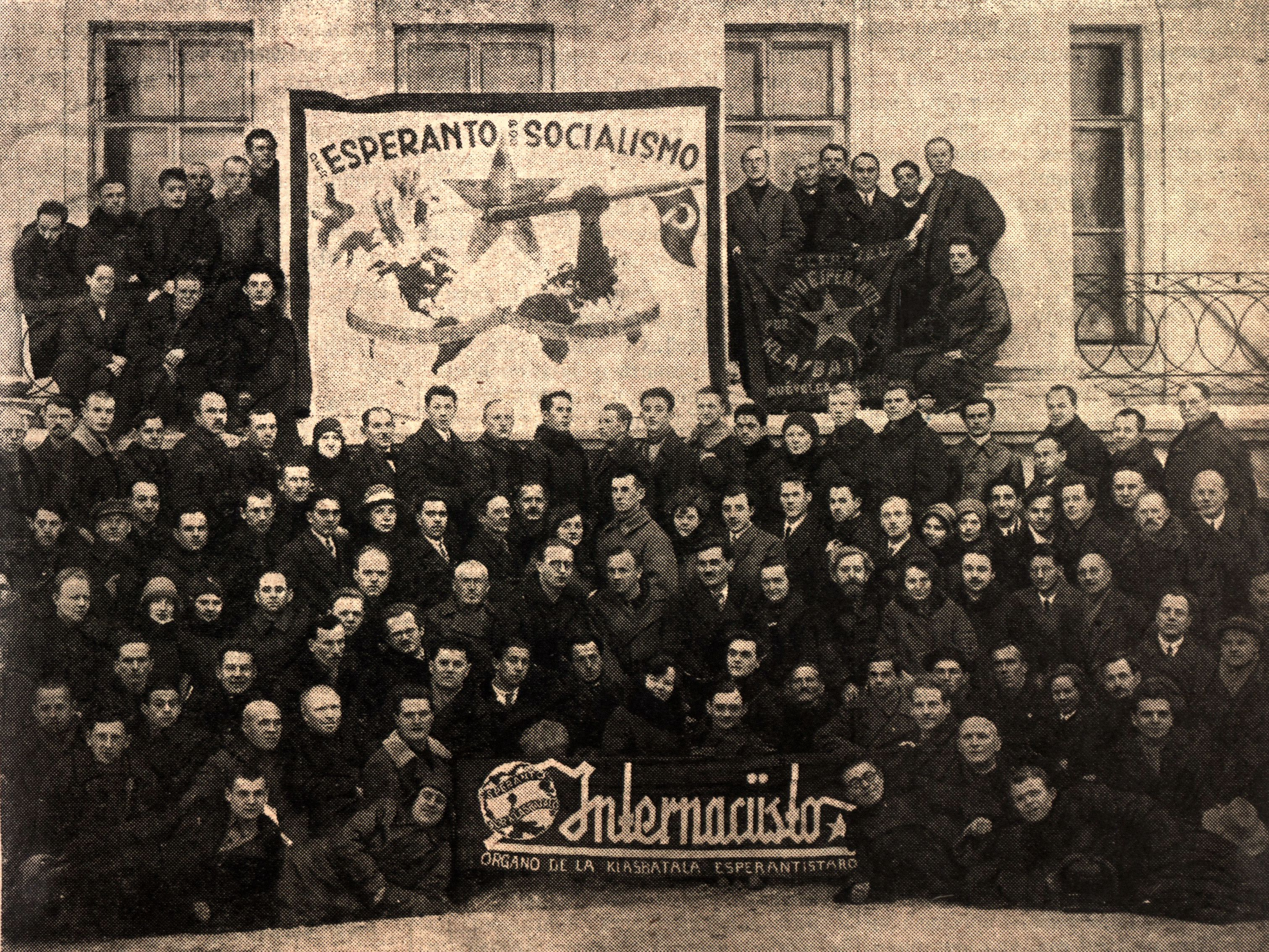
5e Congrès SEU, Moscou, 25-28 novembre 1931

Union soviétique d'espéranto (SEU, russe : Союз Эсперантистов Советских Стран, Soyouz Esperantistov Sovetskiĥ Stran), et après 1927 Sovetrespublikara Esperantista Unio (russe : Союз Эсперантистов Советских Республик, Soyouz Esperantistov Sovetskiĥ Respublik) était une organisation espérantiste fondée en juin 1921 lors du troisième congrès panrusse espérantiste, qui visait à unir les espérantistes soviétiques. La SEU a fonctionné avec succès jusqu'à la « Grande Purge » stalinienne à la fin des années 30.
En 1989 - 1990, SEU est réapparu, mais c'était en fait une organisation complètement différente avec des participants complètement nouveaux. La nouvelle association a rejoint l' UEA et s'est transformée plus tard en REU.

## SEU à ses premières années (1921 - 1937)
La SEU a été fondée lors du III Congrès panrusse des espérantistes à Petrograd. Depuis 1925, il était une édition régulière du journal SEU, organe de presse de SEU.
Ernst Drezen  a été président de la SEU de sa fondation jusqu'à sa mort (vers 1937).
Dans son activité SEU a suivi le marxisme orthodoxe. Pour cette raison, il s'est heurté à la Sennacieca Asocio Tutmonda (SAT), qui cherchait à rallier tous les mouvements de gauche.
Le fonctionnement de l'UES était réglementé par les statuts des années 1922, 1927 et 1932. Fait intéressant, dans les deux premiers mots le mot статут été utilisé et dans le dernier mot russe устав.
- " Статут Союза Эсперантистов Советских Стран " (Statut de l'Union des espérantistes des pays soviétiques) - a été confirmé par le Commissariat du peuple à la justice 14-an de juin 1922 [2] ;
- " Статут Союза Эсперантистов Советских Республик " - a été confirmé par le Conseil des commissaires du peuple 26-an de Mars 1927, et placé dans « Recueil des lois de l'URSS pour 1927 j. », №2, partie II, page 131 ;
- " Устав Союза Эсперантистов Советских Республик " - a été confirmé par le Commissariat du Peuple à l'Éducation le 13-an de novembre 1932.

Des congrès de l'UES ont été organisés pour les décisions politiques de l'UES. La première a eu lieu en 1923 à Moscou.
Congrès de l'UES en 1923 - 1931  :
| Nº | Année | Emplacement | Plus d'information                                                      |
| -- | ----- | ----------- | ----------------------------------------------------------------------- |
| 1  | 1923  | Moscou      |                                                                         |
| 2  | 1925  | Moscou      |                                                                         |
| 3  | 1926  | Léningrad   |                                                                         |
| 4  | 1928  | Moscou      | A accepté une thèse sur le développement de la langue par Ernest Drezen |
| 5  | 1931  | Moscou      | Confirmé le schisme avec SAT                                            |

L' Encyclopédie de l'espéranto décrit SEU en 1934 comme suit :« Ĉe nuna tempo (fino de 1934) SEU havas registritajn 8930 membrojn. Organiza skemo de SEU estas - Centra Komitato, respublikaj kaj provincaj komitatoj, urbaj komitatoj, ĉeloj kaj grupoj en fabrikoj kaj kluboj ligitaj kun koncernaj komitatoj. Dum la lastaj jaroj streĉo de la ekonomiaj fortoj de la lando efiktiviganta sian  unuan kvinjarplanon kaj efektiviganta la duan kvinjarplanon, kaŭzis, ke E estis atentata kaj subtenata nur en tiuj lokoj kaj fakoj, kie ĝi povis praktike servi al la celoj starigitaj antaŭ la lando.
Estas konsiderinda fakto, ke en 1924-28 la problemon pri int. lingvo pritraktis lingva sekcio de sovetunia akademio. En 1931 detalan rezolucion pri perspektivoj de int. lingvo akceptis Moskva Instituto de Lingva Scienco. Dum sia ekzistado SEU eldonis pli ol 200 librojn pri kaj en E. Inter ili proksimume 60 libroj estis eldonataj sub aŭspicioj de SEU en eldonejo „Ekrelo“.
SEU havas kvin pagatajn laborantojn. Plej gravaj agantoj en la Centra Komitato estas Drezen, Demidjuk, Incertov, Modenov (ĉiuj en Moskvo). Inter alia aktivularo de SEU notindaj Bezin, Erjuĥin, G. Filippov, P. Gavrilov, Ĵavoronkov, Izgur, V. Kolĉinskij, Lisiĉnik, Miĥalskij, Muravkin, Podkaminer, Rublev, A. Samojlenko, Sneĵko, Spiridoviĉ, Ŝedova kaj Zamjatnin. »SEU a disparu pendant la Grande Purge, lorsque la plupart de ses dirigeants ont été tués ou emprisonnés.

### Organes de presse de SEU
- Le Bulletin de CK SEU était un journal sur des sujets pratiques du mouvement soviétique d'espéranto. Elle a été fondée en 1922 ; le format était de 31 x 22,5 cm. Édité Nicholas Nekrasov[1].
- Mezhdunarodny Jazik (langue internationale) était un journal mensuel en espéranto en russe et en espéranto, fondé en 1925 . Son format était de 26 x 18 centimètres. Edité Nikolskij .
- Ruĝa Esperantisto était l'organe de presse du club de Nijni Novgorod de SEU. Il a été publié par Vladimir Varankin, qui a écrit pour le journal sous le pseudonyme Vol-Volanto.

## Tentative de restauration de SEU (1956)
Malgré les représailles du régime stalinien, l'UES n'a pas été officiellement dissoute et son statut n'a pas été aboli. Le fait a poussé d'anciens militants du SEU à le réactiver. Après le 20e Congrès du KPSU en février 1956, une idée surgit pour officialiser un mouvement d'espéranto renaissant. Après avoir consulté le Comité central du KPSU, les militants ont organisé une réunion de réunion, qui a eu lieu le 5-an de Mai 1956 dans un club house "Idéal" (Moscou) avec environ 150 participants. Au cours de la réunion, SEU a été rétabli et son comité d'organisation a été élu. Le comité comprenait Yevgeny Bokaryov (le président), Nikolai Danovsky, Semyon Podkaminer, P. Shumilov (les trois vice-présidents) et d'autres.
Cependant, malgré la confirmation du conseil municipal de Moscou, le secrétaire régional du comité du parti A. Nikiforov a réussi à renverser les décisions. Plus tard, 42 communistes-espérantistes présents ont été réprimandés par le parti. Beaucoup d'entre eux ont par la suite cessé d'être actifs dans le mouvement.

## La Nouvelle SEU (1989 - 1990)
Le 24 janvier 1989 Dans la Maison de la Culture de la rue Volkhonka, Maison 13 à Moscou (où fonctionnait à l'époque le club d'espéranto animé Lev Tolstoï), la conférence nationale des espérantistes décide de rouvrir l'UES indépendante sur la base de l' ASE . La nouvelle Association était dirigée par d'anciens militants du SEJM.
Il rejoint le premier conseil d'administration de SEU  :
- Vladimir Samodaj, le président de l'UES
- Viktor Arolovich, le vice-président, le chef de la Commission des députés individuels ;
- Anatoly Gontcharov, le vice-président, le chef de la commission d'organisation de la messe ;
- Anatoly Kazakov, le vice-président, le chef de la Commission d'information et de vulgarisation ;
- Boris Kolker, le vice-président, le chef de la Commission Enseignement-Méthodologie ;
- Sergei Kuznetsov, le vice-président, le chef de la Commission linguistique ;
- Aleksandr Melnikov, le vice-président, le chef de la Commission internationale.

Le 25-an de janvier 1989 le Présidium de SEU a confirmé le vice-président Aleksandr Melnikov comme ĉefdelegito UEA de l'URSS  .
Dans le cadre du BET -26 (1989), le premier examen des professeurs d'espéranto a eu lieu par la Commission pédagogique-méthodologique de la SEU. l'examen a été organisé par les participants de la commission : Boris Kolker, Sergei Kuznetsov et Boris Tokarev . L'examen a été réussi par : S. Kocarj (Krasnodar), Nikolai Gudskov (Moscou), Adomas Vaitilavičius (Vilnius). Cependant, faute de formulaire officiel, ils ont reçu des extraits officiels de la transcription de l'examen  .
Après six mois, la SEU a rejoint l'UEA . Dans le cadre de l'effondrement de l' Union soviétique, le 10e Congrès de l'UES le 28-an de décembre 1991 a décidé de transformer SEU dans l' Union russe d'espéranto (REU).

### Organes de presse de SEU (1989-1990)

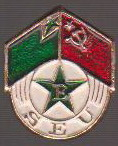
Insigne SEU (années 1990)

Les organes de presse de SEU étaient Известия ЦК СЭСР, Международный язык et SEU Newsletter .
Le bulletin de SEU était un organe de presse officiel de la SEU, publié bilingue - en russe et en espéranto (cependant, sa langue principale était le russe). La série de volumes publiés provenait du Bulletin d'information de l' Association des espérantistes soviétiques et le premier numéro avait un sous-numéro 74. Le premier numéro de la Newsletter est paru en 1990 et a été lancé par un article de Vladimir Samodaj ; l'article a été imprimé en espéranto, bien que tout le reste soit en russe. Dans le troisième numéro du magazine a été indiqué numéro - 1 mille. copies.
Le 26-an de janvier 1989 le Présidium de la SEU a confirmé le redaktaron  : Viktor Aroloviĉ, Irina Goncharova, Nicholas Zubkov (l'éditeur responsable), Georgy Korotkeviĉ, Sergeo Kuznecov.
Le premier numéro n'a été publié qu'après la deuxième tentative. Le numéro 1 était prêt à être publié à l'été 1989. La première tentative a échoué en raison de « la charge excessive des presses à imprimer, le manque d'argent et l'absence de statut officiel de l'UES ». À la fin de l'année, une presse à imprimer a été trouvée, mais elle a été retardée de six mois. Le texte dactylographié du volume a également été perdu dans l'impression. Le redaktaro (préparant les deuxième et troisième numéros de l'Informbulteno) a réécrit le contenu du volume et a finalement réussi à le publier.